# Carlos Benavídez
Carlos Benavídez né le 30 mars 1998 à Montevideo (Uruguay), est un footballeur uruguayen qui évolue au poste de milieu défensif au Deportivo Alavés.

## Biographie

### En équipe nationale
Avec les moins de 20 ans, il participe au championnat de la CONMEBOL des moins de 20 ans en 2017. Il joue sept matchs lors de ce tournoi. L'Uruguay remporte cette compétition.
Il dispute dans la foulée la Coupe du monde des moins de 20 ans organisée en Corée du Sud. Lors du mondial junior, il joue cinq matchs. L'Uruguay atteint les demi-finales du mondial, en étant battue par le Venezuela.

## Palmarès
- Vainqueur du championnat de la CONMEBOL des moins de 20 ans en 2017 avec l'équipe d'Uruguay des moins de 20 ans